# Aoi Matsuri
El Aoi Matsuri (葵祭?), o Festival de las Alceas, es uno de los tres festivales que se celebran en Kioto (Japón), junto al Festival de las Épocas (Jidai Matsuri) y el Festival Gion. Es una festividad de los santuarios Kamo del Norte de la ciudad, los santuarios Shimogamo y Kamigamo; Por ello, en algunas ocasiones el festival recibe el nombre de Festival Kamo.

## Historia
De acuerdo con las crónicas del Nihon Shoki, el festival tiene sus orígenes durante el reinado del Emperador Kinmei (539 - 571). Los antiguos registros históricos Honchō getsurei (本朝月令) y Nenchūgyōji hissho (年中行事秘抄) revelan que una sucesión de lluvias desastrosas con fuertes vientos arruinaron las cosechas de granos, y las epidemias se habían extendido por todo el país. Debido a que los adivinos achacaban la causa a un castigo divino de las deidades Kamo, el emperador envió a su mensajero con una comitiva al santuario para llevar a cabo diversos actos para apaciguar a las deidades, realizando una oración por una cosecha abundante. Entre ellos se incluía caballo al galope. Con el tiempo se convirtió en un ritual anual, y el desempeño del caballo al galope se convirtió en la ejecución del tiro al arco ecuestre. De acuerdo con el registro histórico del Zoku Nihongi (続日本記?), para entonces numerosas personas habían contemplado la actuación ecuestre hasta el festival celebrado el segundo año del reinado del Emperador Mommu (697 - 707), cuando el evento fue prohibido.
Durante el siglo IX el Emperador Kanmu estableció el trono imperial en Kioto, lo que daría comienzo al Periodo Heian de la historia japonesa. El Emperador Kanmu reconoció a las deidades de los santuarios Kamo como protectoras de la capital Heian, y estableció el Aoi Matsuri como evento anual de carácter imperial. El festival conocería una época de esplendor a mediados del Periodo Heian pero esté palideció durante el Periodo Kamakura y el consiguiente Periodo Muromachi, y para cuando ya se había iniciado el Periodo Sengoku este se hallaba en franca decadencia, con celebraciones discontinuas. Durante el Era Genroku (1688–1704) del Periodo Edo revivió su actividad pero en 1869, cuando la capital fue traslada desde Kioto a Tokio, la práctica del festival se detuvo de raíz. En 1885 fue recuperado como parte de un plan gubernamental para revitalizar Kioto, en franca decadencia 
tras el traslado de capital. Las interferencias de la Segunda Guerra Mundial provocaron que desde 1944 las celebraciones fueran irregulares hasta que en 1953 volvió a celebrarse con normalidad.
La festividad ha venido llamándose Aoi Matsuri por las alceas caídas que son usadas como decoración en el transcurso de las celebraciones. Popularmente se cree que estas alceas protegen de desastres naturales.

## Eventos y rituales

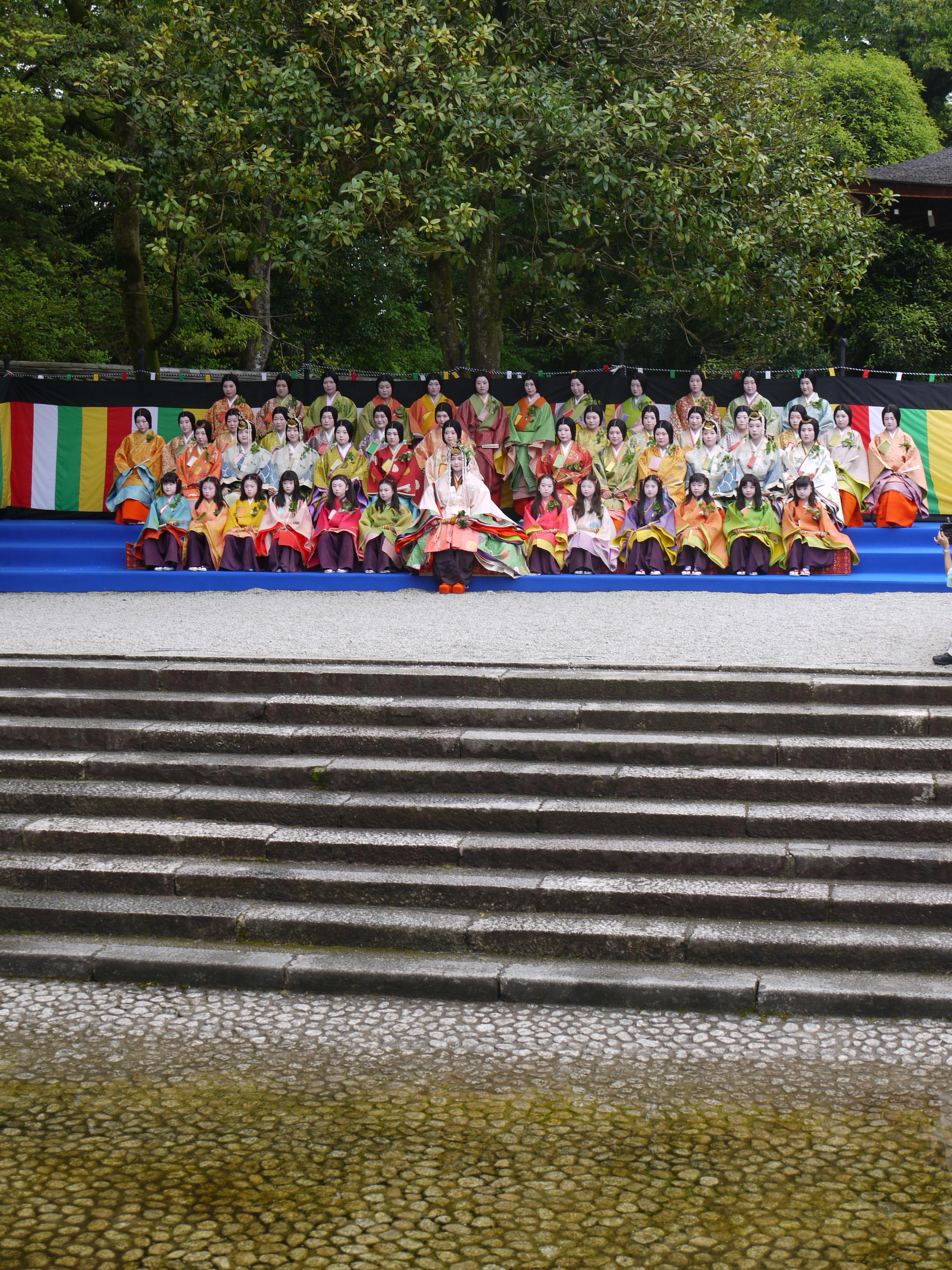
Saio Dai y su desfile de mujeres en el Santuario Shimogamo.

El Aoi Matsuri se divide en dos partes: la procesión y los rituales en el santuario. La procesión está encabezada por un Mensajero Imperial, seguido de: dos carretas de bueyes, cuatro vacas, treinta y seis caballos, y seiscientas personas. Todos los participantes van vestidos con ropa tradicional del periodo Heian decorada con hojas de Aoi. La procesión empieza a las 10:30 del 15 de mayo, abandonando el Palacio Imperial de Kioto y poco a poco se abre camino hacia el Santuario de Shimogamo y, finalmente, al santuario de Kamigamo.
Hay dos figuras principales del Aoi Matsuri: la Saio-Dai y el Mensajero Imperial. La Saiō-Dai era una mujer elegida entre las hermanas y las hijas del emperador para dedicarse al santuario de Shimogamo. Su papel era mantener la pureza ritual y representar al emperador en el festival. Ahora, el papel de la Saio-Dai es interpretado por una mujer soltera en Kioto que se viste al estilo tradicional de la corte imperial del Periodo Heian. La vestimenta tradicional para las mujeres de la corte imperial consistía en el empleo de varias capas de ropas de seda exquisitamente coloreadas. La Saiō-Dai lleva doce capas de los trajes de estilo tradicional (jūnihitoe). Para mantener la pureza ritual, la Saiō-Dai pasa a través de varias ceremonias de purificación antes del comienzo de los festivales. El Mensajero Imperial encabeza la procesión del festival a caballo.
Cuando finalmente la comitiva llega a los dos santuarios, el Saio-Dai y Mensajero Imperial realizan sus rituales. El Saio-Dai se limita a ofrecer sus respetos a los dioses, mientras que el mensajero imperial entona el decreto imperial alabando las deidades y solicitando su continuo favor. También se incluyen en el Kamo no matsuri las carreras de caballos (kurabe-uma), y desmostraciones tiro al arco ecuestre (yabusame).